# Шпак, Анатолий Андреевич
Анатолий Андреевич Шпак (1926—1971) — советский хозяйственный, государственный и политический деятель, Герой Социалистического Труда.

## Биография
Родился в 1926 году в селе Калиновка. Член КПСС.
С 1944 года — на хозяйственной, общественной и политической работе. В 1944—1971 гг. — вагонный мастер станции Троицк Южно-Уральской железной дороги, солдат Советской Армии, машинист однокубовых дизельных экскаваторов треста «Магнитострой», машинист экскаватора Соколовско-Сарбайского горно-обогатительного комбината Министерства чёрной металлургии СССР в Кустанайской области Казахской ССР.
Указом Президиума Верховного Совета СССР от 22 марта 1966 года присвоено звание Героя Социалистического Труда с вручением ордена Ленина и золотой медали «Серп и Молот».
Делегат XXIII съезда КПСС.
Покончил с собой в Рудном в 1971 году.